# Hans Trudel
Hans Trudel (* 24. Oktober 1881 in Seebach; † 2. Juni 1958 in Zürich) war ein Schweizer Bildhauer, Maler und Holzschneider.

## Leben und Werk
Trudel wuchs in Ellikon auf und war schon als Kind ein begabter Zeichner. Er machte eine Lehre als Maschinenzeichner bei Sulzer in Winterthur und arbeitete ab 1904 auf Empfehlung Eric Browns als Maschinenkonstrukteur bei Brown, Boveri & Cie. in Baden (Aargau).
Als er 1909 eine Hodler-Ausstellung in Zürich besucht hatte, notierte er in sein Tagebuch: „Jetzt weiß ich, wozu ich berufen bin!“ Er betätigte sich neben seiner beruflichen Tätigkeit unter dem Einfluss des Jugendstils als Maler, Zeichner und Grafiker und trat mit seinen Bildern an die Öffentlichkeit. Im Bericht über eine Ausstellung der Münchener Secession urteilte Ernst Wilhelm Bredt über die dort gezeigten Grafiken Trudels 1914: „Zu den formal strenger gerichteten Künstlern gehören etwa noch … Hans Trudel-Baden …“
Gefördert von Führungskräften seines Arbeitgebers studierte Trudel ab 1915 mit einem Stipendium bei Edmund von Hellmer an der Akademie der bildenden Künste Wien. Zum Broterwerb trugen Aufträge eines Herrn von See aus Wien zur Gestaltung seiner Parkanlagen bei. Hans Tietze widmete Trudel anlässlich seiner Ausstellung in der Galerie Arnot 1916 eine ausführliche Rezeption.
Nach dem Studium arbeitete Trudel zunehmend auch als Plastiker und als freischaffender Künstler. Augenscheinlich unter dem Eindruck der Erlebnisse des Ersten Weltkriegs kam Trudel zum Expressionismus. Bekannt wurden seine Xylographien. Vor allem seine Holzschnitte fanden das Interesse des Berliner Verlegers Paul Cassirer. 1937 wurde in der Nazi-Aktion „Entartete Kunst“ aus dem Kaiser-Friedrich-Museum Magdeburg und dem Schlossmuseum Weimar nachweislich jeweils eine Graphik Trudels mit dem Titel Krieg beschlagnahmt und vernichtet. Es dürfte sich dabei vermutlich um Exemplare desselben Holzschnittes handeln.
Trudel lebte und arbeitete in Baden in einem Altstadthaus an der Oberen Halde, in dem sich jetzt als Ort der Kunst und Kultur das von einer Genossenschaft betriebene Trudelhaus befindet.
Im öffentlichen Raum der Stadt finden sich eine Anzahl bildhauerischer Werke Trudels. Aber seine Figuren wurden von den Badener Spießbürgern verachtet und wegen ihrer Nacktheit verschmäht. Trudel galt als Außenseiter und hatte ein mühsames Leben. Unterstützung erhielt er u. a. vom Badener Unternehmer Traugott Schoop, der ihm einen Brunnen finanzierte. Dessen Sohn Christoph macht sich um das Andenken Trudels verdient.
Heute gilt Trudel als wichtigster Badener Künstler.
Trudel war seit 1907 mit Pauline Frey, der Tochter des Badener Stadtförsters, verheiratet. Beide haben ihre Grabstätte auf dem Friedhof Liebenfels. Ihre Tochter Sally Ernst-Trudel (1908–1995) war Malerin, Zeichnerin und Keramikerin.

## Werke

### Plastiken im öffentlichen Raum (Auswahl)
- Tränenbrünneli (Fünffigurengruppe; Stein, 1918; Baden, Limmatpromenade)[9]
- Der Flieger (Bronze, 1925; Baden, unterer Bahnhofsplatz)[10]
- Karl Fricker (Porträtbüste, 1938; Aarau. Garten des Schweizerischen Turnerverbandes, Bahnhofstrasse 38)
- Bacchus (Naturstein, Baden, Kurpark)
- Kinderreigen (Vierfiguren-Gruppe, Bronze; Baden, Schulhausplatz)
- Engelspaar (Naturstein; Baden, alter Friedhof an der Bruggerstraße)
- Löwenbrunnen (Naturstein; Baden, vor dem Stadtturm)
- Die Unvollendete (Zweifigurengruppe; Stein, 1958; Baden, Bölsterli-Foyer des Kurtheaters)
- Der Sterbende (Plastik auf dem Grab Trudels und seiner Frau; Baden, Friedhof Liebenfels)

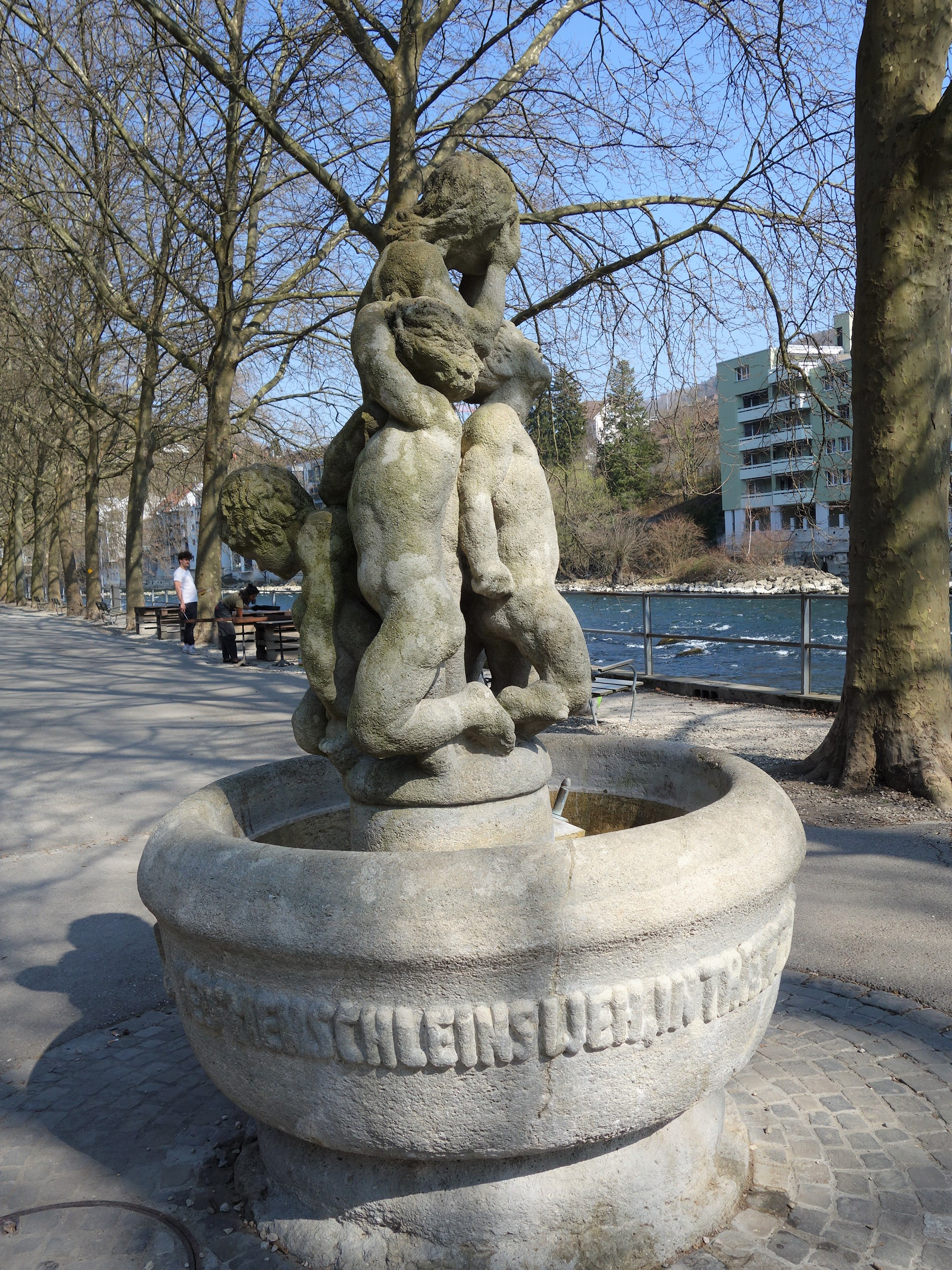
Tränenbrünneli (Baden)
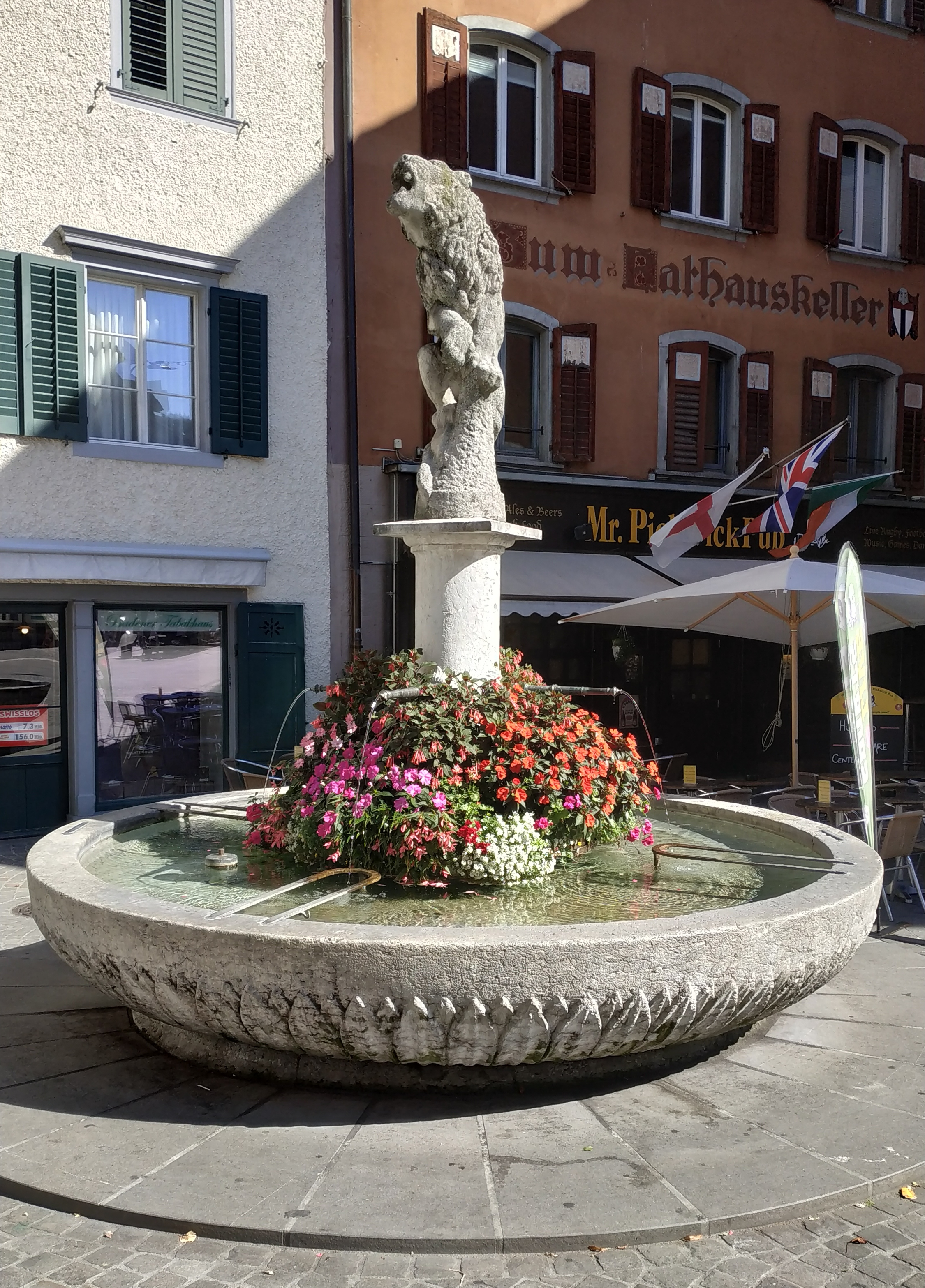
Löwenbrunnen (Baden)
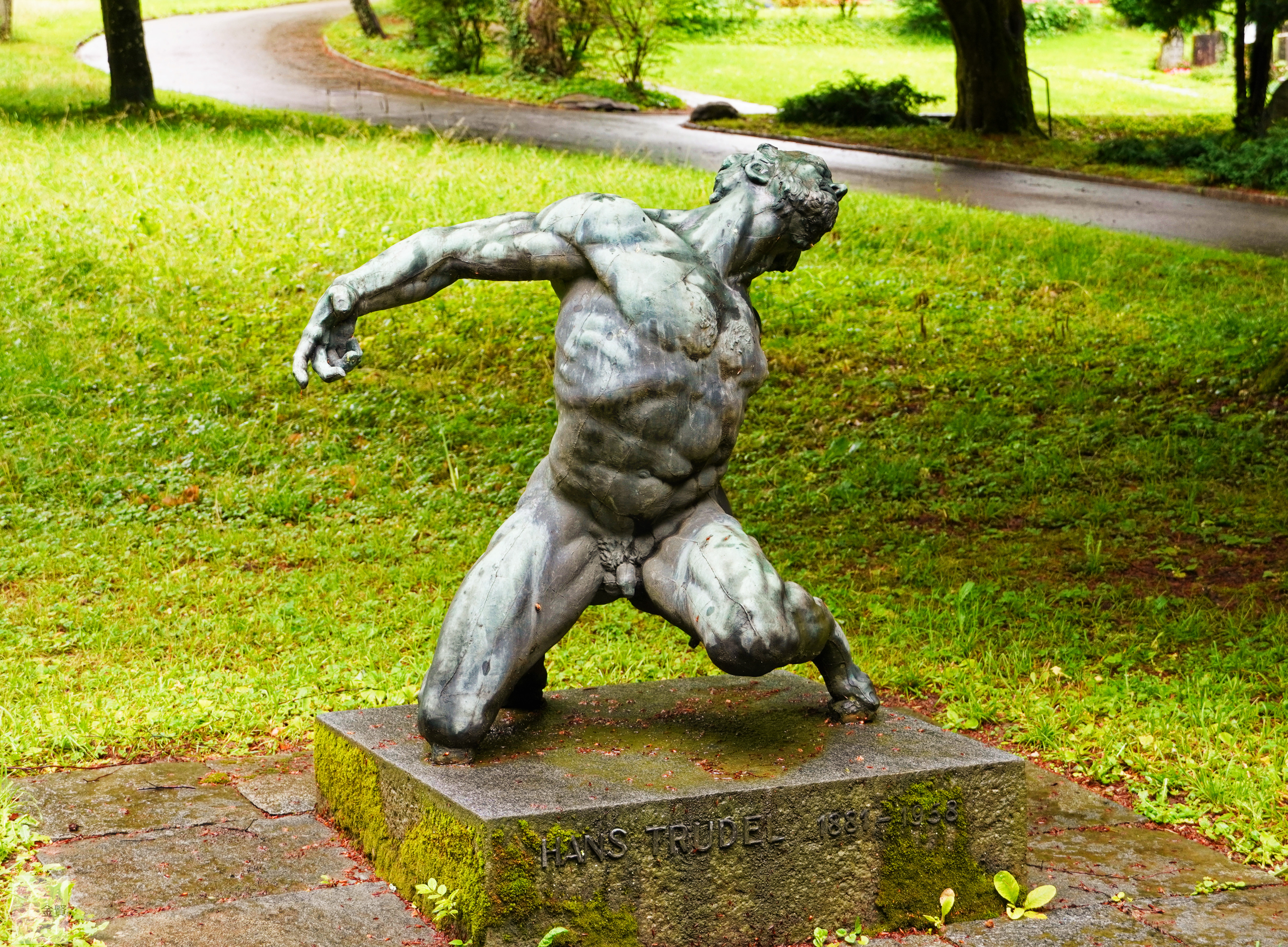
Grabstätte

### Druckgrafiken (Auswahl)
- Männerporträts (neun Holzschnitte, 1919–1938)[11]

## Ausstellungen (vermutlich unvollständig)

### Personalausstellungen
- 1916: Wien, Galerie Arnot (Plastiken, Holzschnitte und Zeichnungen)
- 1925: Winterthur, Kunstmuseum (Plastiken)
- 1951: Aarau, Gewerbemuseum (mit Adolf Stäbli)

### Ausstellungsbeteiligungen
- 1913/1914: München, Winterausstellung der Secession
- 1917: Zürich, Künstlerhaus (Holzschnitte)
- 1943: Zürich, Züricher Kunsthaus („Züricher Bildhauer“)

### Postume Ausstellungen
- 1961: Baden, Galerie Rauch (Gedächtnisausstellung)
- 1976: Aargau, Künstlerhaus Aargau (mit Karl Ballmer, Hans Weigner, und Walter A. Steffen)
- 1981: Galerie im Trudelhaus (Werkschau zum 100. Geburtstag)
- 1988: Baden, Amtshimmel
- 1995: Baden, Galerie im Trudelhaus (Zeichnungen und Druckgrafiken)
- 2010: Baden, Galerie im Trudelhaus („Hans Trudel, Der Namensgeber“)